# Copa de les Ciutats en Fires 1958-60
La Copa de les Ciutats en Fires 1958-60 fou la segona edició de la Copa de les Ciutats en Fires i es disputà entre els anys 1958 i 1960. Fou guanyada pel FC Barcelona per segon cop consecutiu, aquest cop vencent el Birmingham City. Algunes ciutats que en l'edició anterior van inscriure seleccions, aquest cop enviaren un equip representatiu, com fou el cas de Londres que envià el Chelsea FC. Altres tornaren a enviar seleccions, com Copenhaguen XI, tot i que la majoria dels jugadors eren del BK Frem i jugaren amb els colors d'aquest club.

## Primera Ronda
| Equip 1                 | Global | Equip 2            | Anada | Tornada |
| ----------------------- | ------ | ------------------ | ----- | ------- |
| R. Union Saint-Gilloise | 6 - 2  | Leipzig XI         | 6 - 1 | 0 - 1   |
| Hannover 96             | 2 - 4  | AS Roma            | 1 - 3 | 1 - 1   |
| Colònia XI              | 2 - 4  | Birmingham City    | 2 - 2 | 0 - 2   |
| Zagreb XI               | 4 - 3  | Újpest FC          | 4 - 2 | 0 - 1   |
| Copenhaguen XI          | 2 - 7  | Chelsea FC         | 1 - 3 | 1 - 4   |
| Belgrad XI              | 11 - 4 | Lausanne Sports    | 6 - 1 | 5 - 3   |
| Basilea XI              | 3 - 7  | FC Barcelona       | 1 - 2 | 2 - 5   |
| Internazionale          | 8 - 1  | Olympique Lyonnais | 7 - 0 | 1 - 1   |

## Quarts de final
| Equip 1                 | Global | Equip 2        | Anada | Tornada |
| ----------------------- | ------ | -------------- | ----- | ------- |
| R. Union Saint-Gilloise | 3 - 1  | AS Roma        | 2 - 0 | 1 - 1   |
| Birmingham City         | 4 - 3  | Zagreb XI      | 1 - 0 | 3 - 3   |
| Chelsea FC              | 2 - 4  | Belgrad XI     | 1 - 0 | 1 - 4   |
| FC Barcelona            | 8 - 2  | Internazionale | 4 - 0 | 4 - 2   |

## Semifinals
| Equip 1                 | Global | Equip 2         | Anada | Tornada |
| ----------------------- | ------ | --------------- | ----- | ------- |
| R. Union Saint-Gilloise | 4 - 8  | Birmingham City | 2 - 4 | 2 - 4   |
| Belgrad XI              | 2 - 4  | FC Barcelona    | 1 - 1 | 1 - 3   |

## Final
| Equip 1         | Global | Equip 2      | Anada | Tornada |
| --------------- | ------ | ------------ | ----- | ------- |
| Birmingham City | 1 - 4  | FC Barcelona | 0 - 0 | 1 - 4   |

| Campió de la Copa de les Ciutats en Fires 1958-60 |
| ------------------------------------------------- |
| FC Barcelona Segon títol                          |